# Anquetierville
Anquetierville ist eine französische Gemeinde mit 329 Einwohnern (Stand: 1. Januar 2022) im Département Seine-Maritime in der Region Normandie. Die Gemeinde gehört zum Arrondissement Rouen und zum Kanton Port-Jérôme-sur-Seine.

## Geografie
Anquetierville ist eine Landgemeinde im Pays de Caux und liegt etwa 32 Kilometer ostnordöstlich von Le Havre. Umgeben wird Anquetierville von den Nachbargemeinden Saint-Arnoult im Norden und Osten, Rives-en-Seine im Süden und Südosten, Port-Jérôme-sur-Seine im Westen und Südwesten sowie Grand-Camp im Nordwesten.
| Bevölkerungsentwicklung   | Bevölkerungsentwicklung | Bevölkerungsentwicklung | Bevölkerungsentwicklung | Bevölkerungsentwicklung | Bevölkerungsentwicklung | Bevölkerungsentwicklung | Bevölkerungsentwicklung | Bevölkerungsentwicklung |
| ------------------------- | ----------------------- | ----------------------- | ----------------------- | ----------------------- | ----------------------- | ----------------------- | ----------------------- | ----------------------- |
| Jahr                      | 1962                    | 1968                    | 1975                    | 1982                    | 1990                    | 1999                    | 2006                    | 2013                    |
| Einwohner                 | 195                     | 212                     | 215                     | 258                     | 361                     | 337                     | 359                     | 352                     |
| Quelle: Cassini und INSEE |                         |                         |                         |                         |                         |                         |                         |                         |

## Sehenswürdigkeiten
- Kirche Saint-Amand
- Herrenhaus aus dem 15. Jahrhundert

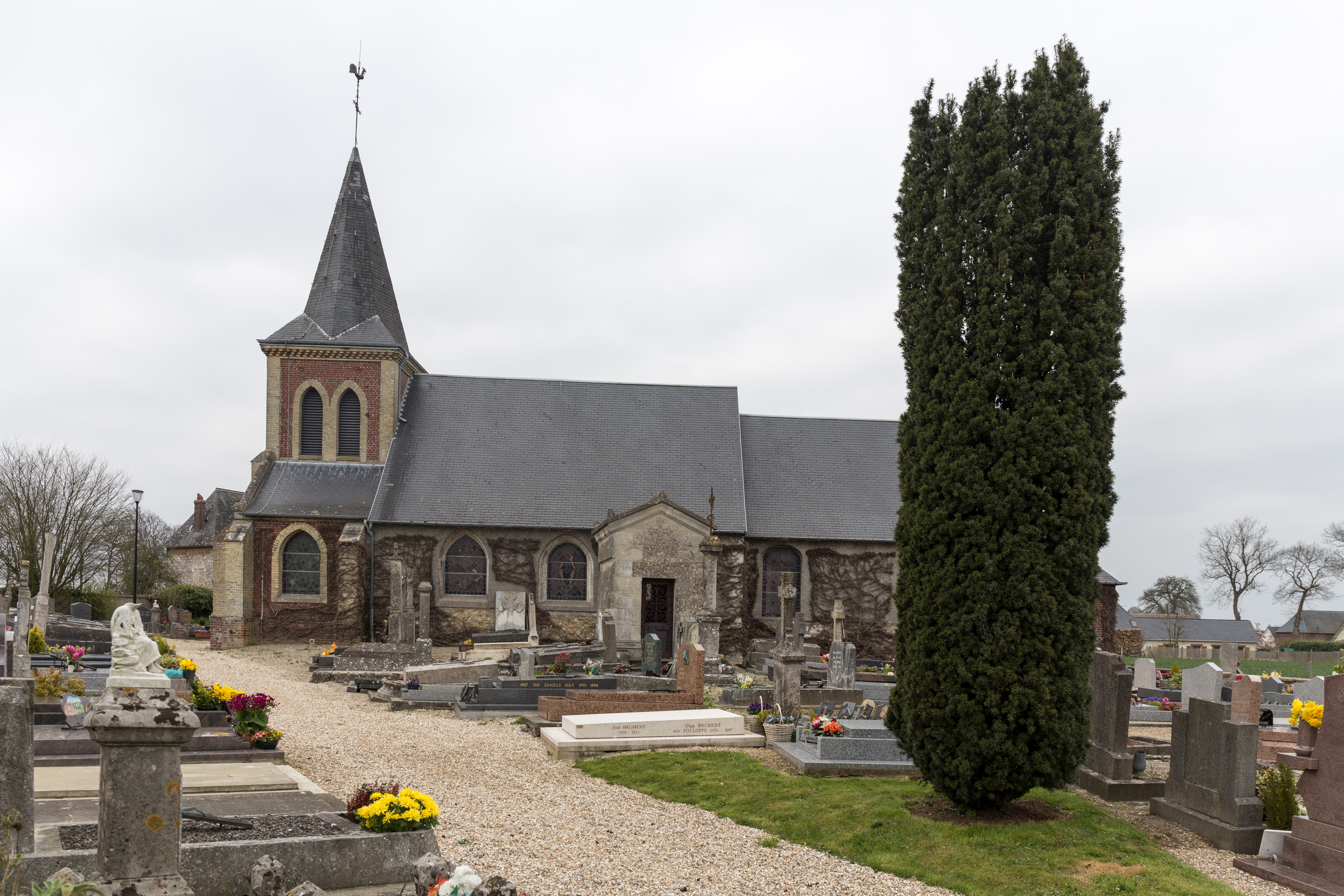
Kirche Saint-Amand